# Internet Explorer
Internet Explorer簡稱IE，是微软所開發的图形用户界面网页浏览器。自從1995年開始，內建在各個新版本的作業系統，也是微軟Windows作業系統的一個組成部分。
Internet Explorer曾是使用最廣泛的網頁瀏覽器，在2002年和2003年達到95%的使用率高峰。微軟以捆綁方式贏得與Netscape的第一次瀏覽器大戰，Netscape是1990年代的主流瀏覽器。隨著Firefox（2004年）和Google Chrome（2008年）的推出，其市占率已逐漸下滑。而根據2015年9月的統計資料顯示，Internet Explorer各版本累計的市場佔有率為15.71％，位居全球第三。微軟在1990年代後期每年在Internet Explorer上投資超過1億美元，到了1999年，開發團隊有1000多人。
此外，在其他作業系統也有：包括前稱的，用在及上；亦有用於非Microsoft平台的Mac OS的及，但現已停止支援。
2015年3月17日，微軟宣布Internet Explorer不再是Windows 10的預設瀏覽器，並且逐步放棄這一品牌。4月29日，在微軟Build 2015大会上，微軟發佈新瀏覽器Microsoft Edge，Microsoft Edge為Windows 10的預設瀏覽器，而Internet Explorer只出現在「附屬應用程式」中，意味著Internet Explorer已淡出主流應用。2016年1月6日，微軟宣布將會停止發布Internet Explorer 11之前版本的安全性更新。2020年8月17日，微軟宣布將於11月底前將陸續停止支援Internet Explorer。2021年5月20日，微軟宣布將在2022年6月15日徹底終止支援Internet Explorer，這意味著微軟徹底放棄了這款瀏覽器。同年，微軟發佈Windows 11，Internet Explorer被徹底從Windows 11操作系統中移除。對於網站兼容性的部分，替代方案是利用Microsoft Edge的IE模式，微軟承諾這項功能至少會延續到2029年來讓網站都能完成過渡。

## 歷史

大幅簡化介面和提升速度

Internet Explorer計劃由托馬斯·里爾登開始於1994年夏天，當時Netscape Navigator佔據瀏覽器市場分額70%以上。競爭對手蘋果公司的Mac OS更使用Netscape作為預設的瀏覽器，但當時的Windows沒有一個預設的瀏覽器。微軟需要有一個自己的瀏覽器，但它沒有時間從零開始創造一個瀏覽器。因此和Spyglass合作，Internet Explorer從早期一款商業性的專利網路瀏覽器Spyglass Mosaic衍生出來。在1996年，微軟透過給予部分收入從Spyglass中取得Spyglass Mosaic的授權。雖然Spyglass Mosaic的名字與NCSA Mosaic（首款應用最廣泛的網路瀏覽器）甚為相似，但Spyglass Mosaic則相對地較不出名以及使用NCSA Mosaic少量的原始碼。
1.0版本
第一個版本的Internet Explorer（被稱為Internet Explorer 1）於1995年8月16日，首次亮相。這是一個由Spyglass Mosaic重新設計而出的版本。它包含在Microsoft Plus!的Internet Jumpstart Kit中，Internet Explorer團隊在發展初期開始，大約有六人。Internet Explorer 1.5在1.0版本發佈後幾個月後發布，專為Windows NT設計。但他們並沒有向Spyglass公司支付專利使用費，從而導致800萬美元的罰款。
2.0版本
1995年11月22日，Internet Explorer 2發布。此版本專為Windows 95、Windows NT 3.5和NT 4.0設計。其特色為支持JavaScript、SSL、Cookies、Frames、VRML、RSA、網際網路新聞群組。但Mac版直到1996年1月才發佈。第2版被包含在Windows 95 OSR1和微軟的互聯網入門套件。
3.0版本
1996年8月13日，Internet Explorer 3發佈，是首個脫離Spyglass原始碼發展的版本（但仍使用Spyglass的「技術」，所以程式的文件記錄仍保留Spyglass的版權資訊），它亦是首個支援CSS技術的主流瀏覽器。它引進ActiveX控制項、Java Applet、內聯網頁多媒體以及網際網路內容選擇平台系統對內容元數據的支援。對比於當時它的主要競爭對手Netscape Navigator，這些改進算是十分具代表性的。3.0版本亦捆綁Internet Mail and News（為Outlook的前身）、NetMeeting及Windows Address Book，它亦內建在Windows 95 OSR 2中。3.0版本被認為是Internet Explorer首個最受到歡迎的版本，但在發行後的數個月後亦被駭客發現數個安全性和隱私漏洞。
4.0版本
1997年9月，Internet Explorer 4發佈，它深化瀏覽器和作業系統的整合層面，在Windows 95或Windows NT 4上安裝4.0版本及選擇視窗桌面更新功能可將傳統式的Windows Explorer更新成與網路瀏覽器界面相似的新版Internet Explorer ，用戶亦可透過Active Desktop將網頁瀏覽功能嵌入於視窗桌面上。這樣的整合行為亦受到不少的批評（參見美國訴微軟案），因此這個功能已在後期的版本安裝中移除。4.0版本引進群組原則，允許公司設定和鎖上瀏覽器的參數設置。Internet Mail and News被Outlook Express取代，Microsoft Chat和經改良的NetMeeting亦被捆綁在IE中。Windows 98亦包含這個版本。
5.0版本
1999年3月18日，Internet Explorer 5發佈，这是最后一个能运行于Windows 3.1和Windows 95的版本，隨後亦被隨附在Windows 98和Office 2000中（Windows 2000隨附5.01版本）。這個版本亦是另一個具代表性的發佈，它引進雙向文字、旁註標記、XML、XSL及將網頁儲存成MHTML格式的功能。Internet Explorer 5.5隨後在2000年7月中發佈，它改善列印預覽的功能、CSS及HTML標準的支援和應用程序編程介面。這個版本被隨附在Windows Me中。
6.0版本
2001年8月27日，Internet Explorer 6發佈，距Windows XP正式發佈日僅數星期。此版本包含增強版DHTML、內聯網頁框架的內容限制和部分支援CSS level 1、DOM level 1和SMIL 2.0。其他特色包含新版本的IEAK、媒體列和Windows Messenger、錯誤收集、自動化重整圖片大小、P3P和新的外觀，能配合Windows XP的Luna界面。2002年，Gopher的功能被禁用，7.0版本更取消對Gopher的支援。
7.0版本
2005年2月15日，微軟主席比爾·蓋茨於舊金山的RSA討論會中，宣佈新版本瀏覽器將會發佈。推出新瀏覽器的原因是Internet Explorer的市場佔有率逐漸被Mozilla Firefox侵蝕。此外，微軟宣佈7.0版本只可以用於Windows XP SP2或之後的作業系統中，包括Windows XP SP3、Windows Server 2003 SP1和Windows Vista。
2006年10月18日，Internet Explorer 7發布，新版本包括修復一些程式中的錯誤，加強對網頁標準的支援，加入分頁瀏覽，還有一個支援各搜索引擎的搜尋方塊，一個RSS瀏覽器，支援國際化域名，和反钓鱼式攻击過濾器。除此之外，用戶可以完全控制ActiveX和更佳的保安架構，包括與Windows系統分開，不像以往般緊密融合，從而提高安全性。
2008年2月12日，微軟以「安全原因」通过Windows Update把所有Windows系统的浏览器强制升级到7.0版本，但由於Windows 2000并不支持7.0版本，所以没有強制升级。
8.0版本
Internet Explorer 8從2008年的第一季開始發佈測試版本，並附帶於Windows 7。
2008年3月5日，微軟發佈Internet Explorer 8 Beta 1。它支援Windows XP SP2、Windows XP SP3、Windows Server 2003 SP2、Windows Vista及Windows Server 2008的32位元及64位元環境。
2008年7月28日，微軟IE專案經理Andy Zeigler在微軟官方部落格上透露Internet Explorer 8三種增強可靠性的新功能，分別是鬆散耦合式IE（LCIE）、自動當機恢復和Windows錯誤報告。
2008年8月27日，微軟發佈Internet Explorer 8 Beta 2，可以在其官方網站中下載。它提供英文、日文、繁體中文、簡體中文及德文版本等21種語言版本。
與IE7相比，網頁標準支援方面有了很大的進步，並成功通過Acid2測試。不過Acid3（於Internet Explorer 8 Beta 1發佈前兩天發佈）的測試結果依舊遠遠落後於Firefox、Opera等瀏覽器。
2009年1月26日，Internet Explorer 8 RC 1正式面世，此版本提供二十五種語言供下載使用，修復在Beta版所發現的錯誤與安全性問題，並加強軟體穩定性與效能。
2009年3月19日，Internet Explorer 8正式版發佈。
2014年4月8日，微軟宣布不再提供Internet Explorer 8的技術協助，包括保護電腦安全的安全性修補程式在內。
9.0版本
Internet Explorer 9采用全新的JavaScript引擎「Chakra」。
Internet Explorer 9瀏覽器不再支援Windows XP及其以前版本，對Windows Vista SP1和RTM版本亦不支援。根據測試，Internet Explorer 9瀏覽器對JavaScript語言的解析速度超過Firefox 4瀏覽器。
Internet Explorer 9於2011年3月14日推出，並出现新图标。Internet Explorer 9的界面變得十分简洁，界面主要只有前进、后退按钮及地址栏，速度也有很大進步。而且IE9是IE中第一个带硬件加速的版本，在Acid3測試中獲得100分，但其所顯示的圖像仍與正式結果有所差異，例如上方的“Acid 3”字樣缺陰影。
10.0版本
2011年4月，微软在拉斯維加斯召開的MIX11大会上，發表開發僅三周的Internet Explorer 10 Platform Preview預覽版本。
2012年，Internet Explorer 10正式發布。
Internet Explorer 10預裝於Windows 8及Windows Server 2012。Internet Explorer 10不支援Windows Vista，換言之，只有Windows 7才能將IE 9升級為Internet Explorer 10。
11.0版本
2013年6月26日，在Build Windows 2013大會上，Microsoft發布全新Windows 8.1預覽版，Windows 8.1內建Internet Explorer 11預覽版。2013年10月17日，Internet Explorer 11正式發布。

## 發行歷史
| 顏色 | 意思               |
| ---- | ------------------ |
| 紅色 | 舊版本；已停止支援 |
| 紫色 | 測試版本           |

| 系列 | 版本                  | 發佈日期       | 重要變更／事項 | 一同發佈的產品                                      |
| ---- | --------------------- | -------------- | --- | --------------------------------------------------- |
| 1    | 1.0                   | 1995年8月      | 首發佈版本 | Plus! for Windows 95                                |
| 1    | 1.5                   | 1996年1月      | 相容於Windows NT 3.5 |                                                     |
| 2    | 2.0 Beta              | 1995年10月     | 支援HTML表格、框架和其他元件 |                                                     |
| 2    | 2.0                   | 1995年11月     | 新增SSL、Cookies、VRML及網際網路新聞群組 | Windows NT 4.0 Windows 95 OSR1 Internet Starter Kit |
| 2    | 2.01                  | 沒有資料       | 錯誤修正發行版 |                                                     |
| 3    | 3.0 Alpha 1           | 1996年3月      | 改進對HTML表格、框架、MIDI音乐、GIF动画和其他元件的支援 |                                                     |
| 3    | 3.0 Alpha 2           | 1996年5月      | 支援VBScript和JScript |                                                     |
| 3    | 3.0 Beta 2            | 1996年7月      | 支援CSS和Java |                                                     |
| 3    | 3.0                   | 1996年8月      | 最終發佈 | Windows 95 OSR2                                     |
| 3    | 3.01                  | 1996年10月     | 錯誤修正發行版 |                                                     |
| 3    | 3.02                  | 1997年3月      | 錯誤修正發行版 |                                                     |
| 3    | 3.03                  | 沒有資料       | 錯誤修正發行版 |                                                     |
| 4    | 4.0 Beta 1            | 1997年4月      | 改進對CSS和Microsoft DOM的支援 |                                                     |
| 4    | 4.0 Beta 2            | 1997年7月      | 改進對HTML和CSS的支援 |                                                     |
| 4    | 4.0                   | 1997年9月      | 改進對HTML和CSS的支援 | Windows 95 OSR 2.5                                  |
| 4    | 4.01                  | 1997年11月     | 錯誤修正發行版 | Windows 98                                          |
| 5    | 5.0 Beta 1            | 1998年6月      | 支援更多CSS2的功能 |                                                     |
| 5    | 5.0 Beta 2            | 1998年11月     | 支援雙向文字、旁註標記、XML／XSL及更多CSS的屬性 |                                                     |
| 5    | 5.0                   | 1999年3月      | 最終發佈，支援Windows 3.x和Windows NT 3.x的最終版本 | Windows 98 SE                                       |
| 5    | 5.01                  | 1999年11月     | 錯誤修正發行版 | Windows 2000                                        |
| 5    | 5.5 Beta 1            | 1999年12月     | 支援更多CSS的屬性、框架支援的小改進 |                                                     |
| 5    | 5.5                   | 2000年7月      | 最終發佈，支援Windows 95的最終版本 | Windows Me                                          |
| 5    | 5.6                   | 2000年8月      | 針對Windows Whistler build 2257（Windows XP）的發佈 | Windows Whistler（現Windows XP）                    |
| 6    | 6.0 Beta 1            | 2001年3月      | 更多CSS的變更和錯誤修正，以更加遵循W3C標準 |                                                     |
| 6    | 6.0                   | 2001年8月27日  | 最終發佈 | Windows XP                                          |
| 6    | 6.0 SP1               | 2002年9月9日   | 漏洞修正，支援Windows 98、Windows ME和Windows 2000的最終版本 | Windows XP SP1                                      |
| 6    | 6.0 SV1 "SP2"         | 2004年8月25日  | 漏洞修正、新增對彈出視窗及ActiveX的封鎖和附加元件的管理，此版本只在Windows XP SP2中捆绑，未单独发行 | Windows XP SP2 Windows Server 2003 SP1              |
| 6    | 6.0 SP3               | 2008年5月5日   | 漏洞修正，新增「診斷連線問題」功能，此版本只在Windows XP SP3中捆绑，未单独发行 | Windows XP SP3                                      |
| 7    | 7.0 Beta 1            | 2005年7月27日  | 支援PNG alpha channel、CSS錯誤修正及分頁瀏覽 | Windows Vista Beta 1                                |
| 7    | 7.0 Beta 2 Preview    | 2006年1月31日  | 更多CSS的修正、RSS平台整合、新用戶界面以及新增快速索引標籤 |                                                     |
| 7    | 7.0 Beta 2            | 2006年4月24日  | 完成所有的新功能、更多CSS的修正以及應用程式相容性修正 |                                                     |
| 7    | 7.0 Beta 3            | 2006年6月29日  | 修正CSS的顯示問題 |                                                     |
| 7    | 7.0 RC 1              | 2006年8月24日  | 改進性能、穩定性、安全性、應用程式相容性和最後的CSS調正 |                                                     |
| 7    | 7.0                   | 2006年10月18日 | 最終發佈，在2007年10月4日發佈的7.0.5730.13版本對Windows XP SP2及以上的作業系統用戶取消了安裝時要先通過Windows Genuine Advantage的程序，並停止提供7.0.5730.11版本的下載 | Windows Vista                                       |
| 8    | 8.0 Beta 1            | 2008年3月5日   | 支援CSS 2.1並假通過Acid2測試，新增Activities功能表、WebSlices及Safety Filter，加強附加元件的管理 |                                                     |
| 8    | 8.0 Beta 2            | 2008年8月27日  | 加強Activities功能表並改名為Accelerators，增加一些新功能，并改进兼容性 |                                                     |
| 8    | 8.0 RC1               | 2009年1月26日  | 新增加速器功能，改進兼容性與效能，通過所有已知的CSS2.1測試 |                                                     |
| 8    | 8.0                   | 2009年3月19日  | 最終發佈，支援Windows XP的最終版本 | Windows 7                                           |
| 9    | 9.0 Beta              | 2010年9月16日  | 测试版本，第一次向公众发布带硬件加速的新引擎 |                                                     |
| 9    | 9.0 RC 1              | 2011年2月10日  | 增加追蹤保護功能，修改用戶介面。 |                                                     |
| 9    | 9.0                   | 2011年3月14日  | 最終發佈，支援Windows Vista的最終版本 |                                                     |
| 10   | 10.0预览版            | 2011年4月12日  | HTML5：支持異步腳本元素的屬性，HTML5的拖拽，HTML5的文件API，HTML5沙箱，HTML5 Web Workers，和一些網絡性能的API。 |                                                     |
| 10   | 10.0预览版2           | 2011年6月29日  | 预览版2 |                                                     |
| 10   | 10.0開發者預覽版      | 2011年9月13日  | 支援Windows 8 UI（Metro），增加拼寫檢查以及自動修正，InPrivate選項，網絡通訊端，只能在Windows 8 Developer Preview作業系統環境下執行。 | Windows 8 Developer Preview                         |
| 10   | 10.0 Platform Preview | 2011年11月29日 | 增加跨網域資源共享，CSS的user-select屬性，增加API編寫器，WebGL，HTML5影像字幕，只能在Windows 8 Developer Preview作業系統環境下執行。 | Windows 8 Developer Preview                         |
| 10   | 10.0用戶預覽版        | 2012年2月29日  | 跨域XMLHTTP資源共享（CORS系統），CSS的-ms-user-select屬性，CSS3的字體功能設置屬性可訪問先進的OpenType®功能，文件設置可在CSS-OM中啟用浮點值，HTML5 BlobBuilder API和可存或打開文件的新API，HTML5影像字幕的曲目元素，可互操作的HTML5怪異模式，JavaScript類型化數組，桌面IE10 meta標籤可提醒用戶該網站需要ActiveX加載項（僅），於標準模式除去傳統圖形功能，支持最新的HTML5 WebSocket API，Web Worker線程池，隨著Windows 8-Consumer Preview出現，並沒有提供獨立下載。 | Windows 8 Consumer Preview                          |
| 10   | 10.0 Release Preview  | 2012年5月31日  | 搜索換新界面，移除應用切換按鍵，自動合成、更新、顯示Adobe Flash Player. | Windows 8 Release Preview                           |
| 10   | 10.0                  | 2012年8月15日  | 最終發佈 | Windows 8                                           |
| 10   | 10.0                  | 2013年2月26日  | 支援Windows 7 SP1及Windows Server 2008 R2 SP1的版本 |                                                     |
| 11   | 11.0.9431预览版       | 2013年6月26日  | WebGL的支持，预抓取及预渲染，flexbox，mutation observers，user-agent增加类Gecko的标识，随着Windows 8.1 Preview出现，并没有提供独立下载。 | Windows 8.1 Preview                                 |
| 11   | 11.0.9431预览版       | 2013年7月25日  | 支援Windows 7 SP1及Windows Server 2008 R2 SP1的版本 |                                                     |
| 11   | 11.0                  | 2013年10月17日 | 最終發佈 | Windows 8.1                                         |
| 11   | 11.0                  | 2013年11月7日  | 支援Windows 7 SP1及Windows Server 2008 R2 SP1的版本 | Windows 7 Windows Server 2008 R2                    |
| 11   | 11.0                  | 2015年7月29日  | 支援Windows 10 | Windows 10                                          |

## 軟體特性
Internet Explorer提供了最宽广的网页浏览和建立在操作系统裡的一些特性，例如：為Microsoft Update而设计。在最著盛名的浏览器大战中，微软用提供了最具改革新的特性取代了Netscape。

### 可用性和瀏覽親和性
Internet Explorer 7增加了彈出式視窗的封鎖和分頁瀏覽、RSS等的主流功能，較舊的版本可透過安裝MSN搜尋工具列來達到分頁瀏覽的效果。

### 組件對象模型
组件对象模型（COM）技术在Internet Explorer里被广为使用。它允许第三方厂商通过浏览器帮助对象（BHO）添加功能；并且允许网站通过ActiveX提供丰富的内容。由于这些对象能拥有与浏览器本身一样的权限（在某种情形之下），对于安全就有很大的担心。最新版的Internet Explorer提供一个加载项管理器以控制ActiveX控件和浏览器帮助对象，以及一个“无加载项”版本（在所有程序／附件／系统工具之下）。

### 安全架構
Internet Explorer使用一个基于区域的安全架构，意思是说网站按特写的条件组织在一起。它允许对大量的功能进行限制，也允许只对指定功能进行限制。
對於瀏覽器所出現之漏洞，微軟透過自動更新不定期發布修補漏洞的更新提供給使用者安裝。
自版本8，Internet Explorer提供一个下载监视器和安装监视器，允许用户分两步选择是否下载和安装可执行程序。这可以防止恶意软件被安装。用Internet Explorer下载的可执行文件被操作系统标为潜在的不安全因素，每次都会要求用户确认他们是否想执行该程序，直到用户确认该文件为「安全为止」。

### 群組原則
Internet Explorer可通过群組原則进行完全配置。Windows服务器域管理员可以应用并强制一系列设定以改变用户界面（例如禁止某些菜单项和独立的配置选项），以及限制安全功能（例如下载文件），零配置，按站点设置，ActiveX控件行为等。策略设置可以按每用户和每机器为基础进行设置。

### 網頁標準的支援
Internet Explorer使用Trident排版引擎，幾乎完整支援HTML 4.01，CSS Level 1，XML 1.0和DOM Level 1，只是有一些排版錯誤。它亦部分支援CSS Level 2和DOM Level 2。它自带的XML解释器支持XHTML，但是微软从IE 5.0以后取消这一支持，使它变得难以访问。如其它浏览器一样，当MIME类型标识为text/html，它能解释为XHTML。当MIME类型标识为application/xml和text/xml时，它也能解释把XHTML解释为XML，但需要一个小的XSLT度量来重新启用XML对XHTML的支持。当把它定义为偏好类型如application/xhtml+xml时，它假装不理解XHTML，相反把它当成一种不了解的供下载的文件类型来对待。
Internet Explorer依靠DOCTYPE判断一个网页应该按老版本渲染还是按W3C标准渲染（在打印中，Internet Explorer总使用W3C标准。）。根据MSXML的版本不同，它可以完全支持XSLT 1.0或1998年12月的XSL草案。Internet Explorer有一个自己的ECMAScript变体，名为JScript。
最新版的Internet Explorer 11，支援部分的HTML5新標準以及CSS3，於The HTML5 test（页面存档备份，存于）當中，獲得376/500分，不過相較於其他流行的瀏覽器而言，支援度仍屬於偏低。

### 專利的延展元件
Internet Explorer引進一系列專利的網頁標準延伸，包括HTML，CSS和DOM。這令到一些網站只可被Internet Explorer正常顯示。

## 支援系統

### Windows
|        | 年份 | 排版引擎    | 10        | 8.1, Server 2012 R2 | 8, Server 2012 | 7, Server 2008 R2 | Vista, Server 2008 | Server 2003  | XP                  | Me        | 2000         | 98            | NT 4.0    | 95          | NT 3.51   | NT 3.5    | NT 3.1    | 3.1       |
| ------ | ---- | ----------- | --------- | ------------------- | -------------- | ----------------- | ------------------ | ------------ | ------------------- | --------- | ------------ | ------------- | --------- | ----------- | --------- | --------- | --------- | --------- |
| 年份   | –    | –           | 2015—2022 | 2013—2022           | 2012—2016      | 2009—2020         | 2006–2012          | 2003–2009    | 2001–2009（SP 2/3） | 2000–2001 | 2000–2001    | 1998–2001     | 1996–2001 | 1995–2000   | 1995–1999 | 1994–1996 | 1993–1995 | 1992–1999 |
| IE 11  | 2013 | Trident 7.0 | 内置      | 內建                | 不適用         | 是                | 不適用             | 不適用       | 不適用              | 不適用    | 不適用       | 不適用        | 不適用    | 不適用      | 不適用    | 不適用    | 不適用    | 不適用    |
| IE 10  | 2012 | Trident 6.0 | 不適用    | 不適用              | 內建           | 是                | 不適用             | 不適用       | 不適用              | 不適用    | 不適用       | 不適用        | 不適用    | 不適用      | 不適用    | 不適用    | 不適用    | 不適用    |
| IE 9   | 2011 | Trident 5.0 | 不適用    | 不適用              | 不適用         | 是                | 是 （SP2）         | 不適用       | 不適用              | 不適用    | 不適用       | 不適用        | 不適用    | 不適用      | 不適用    | 不適用    | 不適用    | 不適用    |
| IE 8   | 2009 | Trident 4.0 | 不適用    | 不適用              | 不適用         | 內建              | 是                 | 是 （SP2）   | 是 （SP2/3）        | 不適用    | 不適用       | 不適用        | 不適用    | 不適用      | 不適用    | 不適用    | 不適用    | 不適用    |
| IE 7   | 2006 | Trident     | 不適用    | 不適用              | 不適用         | 不適用            | 內建               | 是 （SP1/2） | 是 （SP2/3）&       | 不適用    | 不適用       | 不適用        | 不適用    | 不適用      | 不適用    | 不適用    | 不適用    | 不適用    |
| IE 6   | 2001 | Trident     | 不適用    | 不適用              | 不適用         | 不適用            | 不適用             | 内置         | 內建                | 是 SP1    | 是 SP1       | 是 SP1        | 是 SP1    | 不適用      | 不適用    | 不適用    | 不適用    | 不適用    |
| IE 5.5 | 2000 | Trident     | 不適用    | 不適用              | 不適用         | 不適用            | 不適用             | 不適用       | 不適用              | 內建      | 是           | 是            | 是        | 是 SP2      | 不適用    | 不適用    | 不適用    | 不適用    |
| IE 5.0 | 1999 | Trident     | 不適用    | 不適用              | 不適用         | 不適用            | 不適用             | 不適用       | 不適用              | 不適用    | 內建 5.00*** | 內建 （98SE） | 是        | 是          | 是        | 不適用    | 不適用    | 是        |
| IE 4.0 | 1997 | Trident     | 不適用    | 不適用              | 不適用         | 不適用            | 不適用             | 不適用       | 不適用              | 不適用    | 不適用       | 內建          | 是        | 內建 OSR2.5 | 是        | 不適用    | 不適用    | 是        |
| IE 3.0 | 1996 | –           | 不適用    | 不適用              | 不適用         | 不適用            | 不適用             | 不適用       | 不適用              | 不適用    | 不適用       | 不適用        | 是        | 內建 OSR2   | 是        | 是        | 不適用    | 是        |
| IE 2.0 | 1995 | –           | 不適用    | 不適用              | 不適用         | 不適用            | 不適用             | 不適用       | 不適用              | 不適用    | 不適用       | 不適用        | 內建      | 內建 OSR1   | 是        | 是        | 是        | 是        |
| IE 1.5 | 1996 | Spyglass    | 不適用    | 不適用              | 不適用         | 不適用            | 不適用             | 不適用       | 不適用              | 不適用    | 不適用       | 不適用        | 是        | 是          | 是        | 是        | 不適用    | 不適用    |
| IE 1.0 | 1995 | Spyglass    | 不適用    | 不適用              | 不適用         | 不適用            | 不適用             | 不適用       | 不適用              | 不適用    | 不適用       | 不適用        | 不適用    | 付费 Plus!  | 不適用    | 不適用    | 不適用    | 不適用    |

**該版本的Internet Explorer與Windows 95附帶發佈。2.0附帶於OSR1，3.0附帶於OSR2，4.0附帶於OSR2.5。
***随附于RTM的2000中的浏览器为IE5.00，但在安装Service Pack后则升级为5.01SP*，SP则为安装的Service Pack版本

### Mac OS
|        | 年份 | 排版引擎 | Mac OS X PPC      | Mac OS 7.6至9.2.2 PPC | Mac OS 7.5.x PPC |           | Mac OS 7.0.1 68K |
| ------ | ---- | -------- | ----------------- | --------------------- | ---------------- | --------- | ---------------- |
| 年份   | –    | –        | 2001（僅PPC系統） | 1997–1999             | 1994–1999        | 1992–1997 | 1991–1995        |
| IE 5.0 | 1999 | Tasman   | 內建 5.2.3 €      | 內建¥ 5.1.7 €         | 不適用           | 不適用    | 不適用           |
| IE 4.5 | 1999 | –        | 不適用            | 內建€                 | 是               | 不適用    | 不適用           |
| IE 4.0 | 1997 | Trident  | 不適用            | 內建€                 | 是               | 是 4.01   | 不適用           |
| IE 3.0 | 1996 | –        | 不適用            | 內建€                 | 是               | 內建€     | 不適用           |
| IE 2.0 | 1995 | –        | 不適用            | 是                    | 是               | 是£       | 是£ 2.0.1        |

£ Internet Explorer 2.0及2.0.1需要版本7.0.1以上之系統。Internet Explorer 2.1需要版本7.1以上之系統。
€ Internet Explorer 3.01需要Mac OS 8.0及Mac OS 8.1之系統；Internet Explorer 4.01需要Mac OS 8.5及8.5.1; Internet Explorer 4.5需要Mac OS 8.6至9.0.4之系統；Internet Explorer 5需要Mac OS 9.1至9.2.2以及Mac OS X v10.0之系統；Internet Explorer 5.1需要Mac OS X v10.1之系統；Internet Explorer 5.2需要Mac OS X v10.2之系統。
¥ Internet Explorer 5 Macintosh Edition需要Mac OS 7.6以上之系統。Internet Explorer版本5.1; 5.1.4; 5.1.5; 5.1.6及5.1.7需要包含Appearance Manager之Mac OS 8.0以上或Mac OS 7.6.1之系統。

### 其他
|        | 年份 | 排版引擎 | IBM OS/2 2.1以上 | Unix HP-UX Solaris |
| ------ | ---- | -------- | ---------------- | ------------------ |
| 年份   | –    | –        | 1993–1996        | 1996–1999          |
| IE 5.0 | 1999 | 未知     | 不適用           | 是 5.01 SP1        |
| IE 4.5 | 1999 | –        | 不適用           | 不適用             |
| IE 4.0 | 1997 | 未知     | 不適用           | 是                 |
| IE 3.0 | 1996 | –        | 是（16位元）     | Beta               |
| IE 2.0 | 1995 | –        | 是（16位元）     | 不適用             |

## 正面評價
- Internet Explorer 9新的JavaScript引擎和硬件加速意味著速度大大提高。簡約的界面為網頁留下更多的空間。保護使用者，阻止下載惡意軟件。改進的選項卡功能。許多安全功能，如跟踪保護，改進標準支持。在Windows 7的工具列中釘選網站等創新功能。[41]
- 微軟的新瀏覽器，更快，更符合HTML5，更符合現代互聯網。一個重大改進超過其前身。它也帶來一些獨特的功能，如釘選網站和硬件加速。[42]
- "驚人的快"- New York Times [43]
- "簡單地驚人" - Conceivably Tech [44]
- "IE9值得一試" - eWeek[45]
- "太多獨特功能，讓Internet Explorer回到瀏覽器大戰中" -Cnet [46]

## 批评
Internet Explorer也是一款招致很多批評的網路瀏覽器，大部分批評集中在其安全架構以及對開放標準的支持程度上。

### 安全性
Internet Explorer最主要都是被批評其安全性。很多間諜軟件，廣告軟件及電腦病毒入侵是因為軟件有安全漏洞及安全結構有裂縫。瀏覽惡意網站（如色情，釣魚網站）時會被惡意安裝。這被名為「路過式下載」：在ActiveX的安全描述中填寫虛假的描述以遮蓋軟件的實際用途，誤導使用者安裝一些惡意軟件，在IE7已修正解決。雖然所有軟件都會有安全漏洞，但微軟使用比其他瀏覽器稍長的時間去修补漏洞。
但2011年12月的一份Google研究的報告中指出，Internet Explorer 9安全性已和Google Chrome持平，反觀Mozilla Firefox大幅落後。

### 網頁標準的支援
其他批評來自技術專家用戶、網站開發者和建基於Internet Explorer而開發的軟體應用程式的開發者，他們十分擔心Internet Explorer對開放標準的支援，因為Internet Explorer通常使用專利的網頁標準延伸元件來達至相似的功能。
Internet Explorer對一些標準化技術都有一定程度上的支援，但亦有很多執行上的差距和相容性的故障，這導致技術開發者的批評日益增加。批評增加的情況，在很大程度上是歸因於Internet Explorer的競爭對手相對地已提供完全的技術支援，標準規格（Standards-compliant）的應用亦越來越廣泛起來。因為Internet Explorer在全球使用率上佔有頗高的百分比，網路開發者們在尋求跨平臺的代碼時常常會發現Internet Explorer的漏洞、私有的功能集合和對標準支援的不完善。通常來說，網路開發者們在編寫代碼時應該具有跨平臺性，因此能在所有主要瀏覽器上運行的代碼總是必不可少的。Internet Explorer只支援少數的CSS、HTML和DOM特性，而且更不跟隨W3C的標準。另一個Internet Explorer缺點源自PNG格式（參見Internet Explorer對PNG的支援問題），這一問題僅在Internet Explorer 7中得到解決。但Internet Explorer 7在訪問含有透明PNG的網頁時性能降低。Internet Explorer 8是Internet Explorer瀏覽器第一個完全通過Acid2測試和CSS2.1測試的瀏覽器。Internet Explorer浏览器从这个版本开始注重对W3C標準的支持。
2011年3月14日發布的Internet Explorer 9瀏覽器大幅提高對CSS3和HTML5等W3C規範的支援程度，這個版本也是Internet Explorer瀏覽器第一个采用GPU加速的版本，正式版於Acid3測試中獲得100/100分（但其所顯示的圖像仍與正式結果有所差異，例如上方的“Acid 3”字樣缺少陰影，到Windows Internet Explorer 10正式通過）。支援網頁標準已追上其他競爭對手。
最新版的Internet Explorer 11对于HTML5的支持度，相较其他流行的浏览器而言仍然偏低。

## 獎項
- One of PC World's Best Products of 2011 - PC World[50]

## 虚拟人物形象
微软于2013年11月6日在AFA亞洲動漫展上推出Internet Explorer的虚拟人物形象藍澤祈。

## Microsoft Edge
2015年4月29日，微软在 Build 2015 開發者大會中，代號為「Project Spartan」的瀏覽器被正式命名為Microsoft Edge。Internet Explorer雖然会在Windows 10中繼續存在，但不會開發新版本。
2021年1月，Microsoft Edge 正式发布 Chromium 内核版本。原 EdgeHTML 内核的版本不再获得升级。
2021年5月19日，微软宣布从 2022 年6月15日开始，部分 Windows 10 个人版将不再内置 Internet Explorer 浏览器。但之后仍可通过Edge中的 Internet Explorer 兼容模式来访问老旧的网页。
2021年6月25日，微软发布下一代操作系统 Windows 11 ，其中不包含 Internet Explorer，取而代之的是 Edge 浏览器的 Internet Explorer 模式
2021年8月17日，微软的 Microsoft 365 服务（原 Office365 ）中的所有网页应用也不再支持 Internet Explorer 浏览器。
2022年6月15日，微軟終止對Internet Explorer的支援，自此Internet Explorer走入歷史。

## 外部連結
- 官方网站